# William Axt
William Axt est un compositeur américain né le 19 avril 1888 à New York, New York (États-Unis), mort le 13 février 1959 à Ukiah (États-Unis).

## Filmographie
- 1923 : L'Esprit de la chevalerie (Richard, the Lion-Hearted) de Chester Withey
- 1925 : La Veuve joyeuse (The Merry Widow) d'Erich von Stroheim
- 1925 : La Grande Parade (The Big Parade)
- 1926 : La Bohème de King Vidor
- 1926 : Don Juan
- 1926 : Camille
- 1926 : The Fire Brigade
- 1927 : Slide, Kelly, Slide
- 1927 : The Garden of Allah (en)
- 1927 : Le Prince étudiant (The Student Prince in Old Heidelberg) d'Ernst Lubitsch et John M. Stahl
- 1928 : L'Homme qui rit (The Man Who Laughs) de Paul Leni
- 1928 : The Cossacks
- 1928 : Dans la ville endormie (While the City Sleeps) de Jack Conway
- 1928 : Jimmy le mystérieux (Alias Jimmy Valentine) de Jack Conway
- 1928 : Les Vikings (The Viking) de Roy William Neill
- 1928 : À l'ouest de Zanzibar (''West of Zanzibar)
- 1929 : La Fin de madame Cheyney (The Last of Mrs. Cheyney)) de Sidney Franklin
- 1929 : Wonder of Women
- 1929 : Le Droit d'aimer (The Single Standard), de John Stuart Robertson
- 1929 : Madame X de Lionel Barrymore
- 1929 : L'Affaire Bellamy (Bellamy Trial)
- 1929 : Jeunes filles modernes (Our Modern Maidens) de Jack Conway
- 1929 : Marianne  de Robert Z. Leonard
- 1929 : Le Spectre vert (The Unholy Night) de Lionel Barrymore
- 1929 : Ils vont faire boum ! (They Go Boom!) de James Parrott
- 1929 : L'Île mystérieuse (The Mysterious Island)
- 1929 : Derrière les barreaux (The Hoose-Gow) de James Parrott
- 1929 : Indomptée (Untamed) de Jack Conway
- 1929 : Dynamite de Cecil B. DeMille
- 1929 : The Bishop Murder Case de David Burton et Nick Grinde
- 1930 : Sea Spiders
- 1930 : Radiomanía
- 1930 : Hog Wild
- 1930 : Moby Dick (Moby Dick) de Lloyd Bacon
- 1930 : Le Club des trois (The Unholy Three) de Jack Conway
- 1930 : Romance de Clarence Brown
- 1931 : The Great Meadow de Charles Brabin
- 1931 : L'Inspiratrice (Inspiration) de Clarence Brown
- 1931 : Trader Horn de W. S. Van Dyke
- 1931 : Âmes libres (Last of the Pagans) de Clarence Brown
- 1931 : La Courtisane (Susan Lenox (Her Fall and Rise))
- 1931 : Possessed
- 1932 : Ici New York (Are You Listening?) de Harry Beaumont
- 1932 : Polly of the Circus d'Alfred Santell
- 1932 : The Wet Parade de Victor Fleming
- 1932 : Grand Hotel d'Edmund Goulding
- 1932 : Le Professeur (Speak Easily) d'Edward Sedgwick
- 1932 : La Reine des girls (Blondie of the Follies) d'Edmund Goulding
- 1932 : Chagrin d'amour (Smilin' Through), de Sidney Franklin (non crédité)
- 1932 : Les Lèvres qui mentent (Faithless) d'Harry Beaumont
- 1932 : Le Masque d'or (The Mask of Fu Manchu) de Charles Brabin
- 1932 : Payment Deferred de Lothar Mendes de Howard Hawks
- 1932 : Prosperity de Sam Wood
- 1933 : Après nous le déluge (Today we live)
- 1933 : Gabriel au-dessus de la Maison-Blanche (Gabriel over the White House) de Gregory La Cava
- 1933 : Hell Below
- 1933 : Reunion in Vienna
- 1933 :  The Nuisance (en)
- 1933 : Rose de minuit (Midnight Mary)
- 1933 : Les Invités de huit heures (Dinner at Eight)
- 1933 : Penthouse
- 1933 : Day of Reckoning
- 1933 : Eskimo
- 1933 : Rhapsodie amoureuse (Storm at Daybreak) de Richard Boleslawski
- 1933 : The Women in His Life
- 1933 : Les Pantins (Broadway to Hollywood)
- 1933 : Les Compagnons de la nouba (Sons of the Desert)
- 1934 : You Can't Buy Everything
- 1934 : Agent n° 13 (Operator 13), de Richard Boleslawski
- 1934 : This Side of Heaven
- 1934 : Men in White
- 1934 : Tarzan et sa compagne (Tarzan and His Mate)
- 1934 : L'Introuvable (The Thin Man)
- 1934 : Murder in the Private Car (en)
- 1934 : Paris Interlude
- 1934 : Les Amants fugitifs (Fugitive Lovers), de Richard Boleslawski
- 1934 : La Belle du Missouri (The Girl from Missouri)
- 1934 : Straight Is the Way
- 1934 : Jours heureux
- 1934 : Death on the Diamond
- 1934 : Une méchante femme (A Wicked Woman) de Charles Brabin
- 1934 : The Band Plays On de Russell Mack
- 1934 : Souvent femme varie (Forsaking All Others)
- 1934 : L'Ennemi public nº 1 (Manhattan Melodrama)
- 1935 : The Personal History, Adventures, Experience, and Observation of David Copperfield, the Younger
- 1935 : The Winning Ticket
- 1935 : Times Square Lady
- 1935 : Vagabond Lady
- 1935 : Age of Indiscretion
- 1935 : The Perfect Gentleman de Tim Whelan
- 1935 : La Double Vengeance (The Murder Man)
- 1935 : L'Évadée (Woman Wanted) de George B. Seitz
- 1935 : Poursuite (Pursuit) d'Edwin L. Marin
- 1935 : It's in the Air de Charles Reisner
- 1935 : Tempête au cirque (O'Shaughnessy's Boy), de Richard Boleslawski
- 1935 : Code secret (Rendezvous) de William K. Howard
- 1935 : On a volé les perles Koronoff (Whipsaw)
- 1935 : Taro le païen (Last of the Pagans)
- 1936 : Three Live Ghosts (en)
- 1936 : Le Défenseur silencieux (Tough guy) de Chester M. Franklin
- 1936 : L'Affaire Garden (The Garden Murder Case) d'Edwin L. Marin
- 1936 : Le Fils du désert (Three Godfathers) de Richard Boleslawski
- 1936 : Une femme qui tombe du ciel (Petticoat Fever)
- 1936 : L'Heure mystérieuse (The Unguarded Hour)
- 1936 : The Three Wise Guys
- 1936 : We Went to College
- 1936 : Suzy
- 1936 : Jim l'excentrique (Piccadilly Jim)
- 1936 : All American Chump (en)
- 1936 : Old Hutch
- 1936 : Une fine mouche (Libeled Lady)
- 1936 : Tarzan s'évade (Tarzan Escapes)
- 1936 : Mad Holiday
- 1937 : Sous le voile de la nuit (Under Cover of Night) de George B. Seitz
- 1937 : Dangerous Number
- 1937 : La Fin de Mme Cheyney (The Last of Mrs Cheyney)
- 1937 : Espionnage de Kurt Neumann
- 1937 :  La Vie privée du tribun (Parnell) de John M. Stahl
- 1937 : Between Two Women
- 1937 : London by Night
- 1937 : La Grande Ville (The Big City)
- 1937 : My Dear Miss Aldrich
- 1937 : The Bad Man of Brimstone
- 1938 : Chasseurs d'accidents (The Chaser) d'Edwin L. Marin
- 1938 : Of Human Hearts
- 1938 : Arsène Lupin Returns
- 1938 : Après la tempête (The First Hundred Years) de Richard Thorpe
- 1938 : Yellow Jack
- 1938 : Woman Against Woman (en) de Robert B. Sinclair
- 1938 : The Story of Doctor Carver
- 1938 : Règlement de comptes (Fast Company) d'Edward Buzzell
- 1938 : Rich Man, Poor Girl de Reinhold Schünzel
- 1938 : Nanette a trois amours (Three Loves Has Nancy) de Richard Thorpe
- 1938 : Surprise Camping (Listen, Darling), d'Edwin L. Marin
- 1938 : Cinq jeunes filles endiablées (Spring Madness) de S. Sylvan Simon
- 1938 : La P'tite d'en bas (The Girl Downstairs) de Norman Taurog
- 1939 : Trafic d'hommes (Stand up and fight)
- 1939 : Au service de la loi (Sergeant Madden)
- 1939 : Within the Law (en)
- 1939 : Le Kid du Texas (The Kid from Texas) de S. Sylvan Simon
- 1939 : Tell No Tales
- 1939 : Tarzan trouve un fils (Tarzan Finds a Son!)
- 1939 : Miracles à vendre (Miracles for Sale)
- 1939 : Henry Goes Arizona
- 1940 : Le Grand Passage (Northwest Passage)
- 1940 : Untamed
- 1940 : Little Nellie Kelly de Norman Taurog